# それいけ!アンパンマン 虹のピラミッド
『それいけ!アンパンマン 虹のピラミッド』（それいけアンパンマン にじのピラミッド）は1997年7月26日公開の映画『それいけ!アンパンマン』シリーズ通算第9作。同時上映作品は『それいけ！アンパンマン ぼくらはヒーロー』。
全日本私立幼稚園連合会、社会福祉法人日本保育協会推薦作品。キャッチコピーは「夢見れば、必ずかなう信じるんだ！ 愛と希望」、「はるか1万光年ー銀河のかなた[虹の星]をさがして愛と勇気の大冒険」。

## 概要
香美市立やなせたかし記念館オープン1周年記念作品として制作。
本作では砂漠化してしまった虹の星を舞台にしており、この作品に登場するレインボー王子と虹の子達はTVシリーズでは雲の上に住んでいるが、本作ではこの星の住人となっている。
脚本は前作『空とぶ絵本とガラスの靴』を執筆した米村正二。ゲスト声優はアメちゃん役に松本伊代、レインボー王子役に日本テレビアナウンサー（当時）の福澤朗、かびるんるんのかびかびみっちゃん役には当時福澤が司会を務めていた『ズームイン!!サタデー』のサブキャスターであった山岡三子がそれぞれ担当した。特に福澤はゲスト声優の他、本作の劇中歌のひとつ「虹をつくる歌」を「レインボー福澤とスタタン隊」名義で歌唱し、福澤出演のMVも発売された。また、福澤のみプレスコでの収録が行われるなど破格の待遇での登板だった。また、福澤は次作『てのひらを太陽に』にもゲスト出演する。
本作で初めて、ばいきんまん、ドキンちゃん、ホラーマンも強制変身や固めの被害にあう。

## あらすじ
ある日、遠足にやってきたアンパンマン達は、空から落ちてきたあめふりおにと孫娘のアメちゃんを助け出す。二人からの話によると、ばいきんまんが虹の玉を盗んでしまい、すなおとこも出現して虹の星が砂漠化してめちゃくちゃになってしまったとの事。
二人の案内で虹の星に向かったアンパンマン達。ところが、すなおとこはやがて虹の星を支配しようとばいきんまんを裏切り、トライアングルを使ってしょくぱんまん、カレーパンマン、ばいきんまん達をピラミッドに変えてしまう。ピラミッドの姿にされて時間が経つと石になってしまう。さらには虹の星の住人であるレインボー王子や虹の子達も、そしてジャムおじさんやメロンパンナ達もピラミッドに変えられてしまい絶体絶命!
果たしてアンパンマンは、すなおとこの弱点である水を探し出して、すなおとこの野望を止めることができるだろうか?

## 登場キャラクター（キャスト）
詳細はアンパンマンの登場人物一覧を参照。

### レギュラーキャラクター
アンパンマン
声 - 戸田恵子
すなおとこにピラミッドにされそのまま流砂に生き埋めにされるも、チーズとロールパンナによって新しい顔を届けてもらったため唯一石にされずに済んだ。
ばいきんまん
声 - 中尾隆聖
当初はすなおとこを利用して虹の星を支配しようとしたが、すなおとこ達に裏切られると、彼らを倒すため、ジャムおじさんたちに協力し、もぐりんを貸し出し、ブラックロールパンナを説得して良い心に戻した。終盤ですなおとこが倒されたため、再び虹の星を支配してアンパンマン達を倒そうとしたが、トリプルパンチを食らってばいきん城に飛ばされた。EDでは虹の玉をドキンちゃんやホラーマンと取り合いしていた最中に玉が爆発し、自分の体が虹色になってしまいドキンちゃん達に笑われてしまう。
本作よりキャストクレジットの位置は通常の2番目に戻り、ドキンちゃんやホラーマンも従来の位置にクレジットされる。
ジャムおじさん
声 - 増岡弘
すなおとこを倒すためにばいきんまんと手を組む。
バタコさん
声 - 佐久間レイ
もぐりんに乗り込むも、かびるんるんで満員だったため降りた。
めいけんチーズ
声 - 山寺宏一
もぐりんに乗り込み操作する。雨を降らせるためにアメちゃんの頬をつねるも強すぎたため、ビンタされた。ピラミッドになった状態でアンパンマンに新しい顔を届けるも、届けた直後に石になってしまう。
しょくぱんまん
声 - 島本須美
すなおとこによって真っ先にピラミッドにされてしまう。
カレーパンマン
声 - 柳沢三千代
しょくぱんまん同様、すぐピラミッドにされる。
メロンパンナ
声 - かないみか
ドキンちゃん
声 - 鶴ひろみ
中盤ではカレーパンマン、しょくぱんまんと共にピラミッドになってしまうが、しょくぱんまんピラミッドに逃げる時でもピッタリとくっついていた。
終盤では再び裏切りを行ったばいきんまんがふっとばされた後は、ホラーマンと共にばいきん城へ帰って行った。
ホラーマン
声 - 肝付兼太
ばいきんまんに砂に埋もれたバイキンUFOを捜索する際、かびるんるんと共に熱中症にかかったような場面が見られる。
ロールパンナ
声 - 冨永みーな
当初はばいきんまんに誘われアンパンマン達と敵対していたが、すなおとこの介入によりアンパンマンとのバトルを邪魔され不満げに去っていった。後半では一旦元の姿に戻っており、メロンパンナの危機を察知してピラミッドとなった彼女達の前に現れる。その際「アンパンマン」の名前が出たことで再びブラックロールパンナとなってしまい、「アンパンマンは私の敵だ!!」とアンパンマンを倒そうと決意するが、しょくぱんまんとカレーパンマンが石になった際、ばいきんまんに「早くしろ、メロンパンナも石になっちまうぞ」と言われ、「メロンパンナ」の名前に反応して元に戻る。また、ピラミッドにされたジャムおじさん達に代わりアンパンマンの顔を作ったり、マントを縫ったりする。パン作りに関しては上手く作れず諦めかけたものの、ロールリボンを用いたことにより成功した。
その後はアメちゃんの捜索には加わらず、自分では力になれないことからメロンパンナの前から去って行った。
どんぶりまんトリオ
SLマンに乗るのは前々作『ゆうれい船をやっつけろ!!』以来となる。
てんどんまんとかつどんまんはどちらが虹の星を見るかで喧嘩していたが、かまめしどんに止められる。なお、本作以降は不定期出演となる。
てんどんまん
声 - 坂本千夏
カツドンマン
声 - 三ツ矢雄二
かまめしどん
声 - 山寺宏一
SLマン
声 - 西村朋紘
前任の富山敬が1995年9月25日に膵臓がんで死去したため、劇場版では本作から西村朋紘が担当する。
子供達を乗せて宿泊遠足へ行く。
ナプキンさん
声 - 原えりこ
ほうたいまん
声 - 西村朋紘
みみせんせい
声 - 滝沢ロコ
カバオくん
声 - 山寺宏一
カバオくんのお母さん
声 - 滝沢ロコ
ピョン吉
声 - 原えりこ
ウサ子
声 - 中村ひろみ
ちびぞうくん
声 - 坂本千夏
本作から劇場版に初登場。
ウサお
クマ太
ネコ美
コン太
ブタお
かびるんるん / かびかびみっちゃん
声 - 山岡三子
通常の映画よりも出番が多く、アメちゃんの操縦するもぐりんをサポートするなど本作ならではの活躍をする。終盤では他のかびるんるんと共に水に流されたが、再び裏切ったばいきんまんと一緒にバイキンUFOに搭乗していた。
やみるんるん
劇場版本編では、本作が初登場であるが、出番は、ワンシーンのみの登場である。

### ゲストキャラクター
レインボー王子
声 - 福澤朗
性別 - 男
虹の星の王子。虹の子たちと一緒に7色の美しい虹を作っている。虹の星のお守り・虹の玉を守っている。すなおとこにより、虹の子たちと共に巨大な虹のピラミッドにされていた。TVシリーズにも登場するが、声優および設定が異なる。
アメちゃん
声 - 松本伊代
性別 - 女
あめふりおにの孫娘で、とても負けず嫌い。雨降らしの見習い中。あめふりおにからは「アメすけ」と呼ばれている。一人称は「アタイ」で男勝りな口調。
終盤はもぐりんに搭乗し、地面深くにある岩をもぐりんの体当たりで壊して水を溢れさせ、虹の星は平和を取り戻す。その衝撃で大破したもぐりんを残し行方不明となってしまう。しかし、砂漠に咲く「白いバラ」の奇跡により、虹の玉と一緒にバラの花から現れた。
後にTVシリーズにも登場するが、声優が異なる。
すなおとこ
声 - 玄田哲章（A）、三ツ矢雄二（B）
性別 - 男
巨大な砂の魔人。『キラキラ星の涙』以来の登場。TV版とは異なり完全な悪役として登場する。同じ外見の仲間が大勢いるが、別人なのか同一人格なのかは不明。水に弱い。
1人目（A）は細長いラッパの音色の能力で砂嵐を起こす事が出来る。2人目（B）はトライアングルを打ち鳴らし、そこから三角形の煙の輪を発射してあらゆるものをピラミッドの形に変えることができる（狙いが外れて地面に当たった場合は地面の砂がピラミッドの形になってその場に残る）。ピラミッドの姿にされた者は時間が経つと石になってしまう。なお、アンパンマンとの追いかけっこの最中、Bがトライアングルの煙を誤ってAのラッパに命中させたため、ピラミッド（四角錐）の形になったラッパは音色が変わってしまい、「変な音」と笑うBに対してAは「お前のせいだ!」と怒っていた。
ばいきんまんと組んで虹の星の虹の玉を奪い砂漠に変えてしまい、やがてばいきんまんをも裏切って自分たちが星を支配しようと企む。アンパンマンと助けに来たロールパンナに一度は倒されたように見えたが、すぐに大群となって2人を追い詰める。しかし、アメちゃんが掘り当てた地下水に全員飲み込まれて倒され、それと同時にピラミッドにされた人々も元に戻った。
あめふりおに
声 - 玄田哲章
性別 - 男
雨が降らなくて困った時、あめふりマシンで雨を降らせてくれる心の優しい鬼。
終盤はいなくなったアメちゃんに涙を流し、砂漠に白いバラを咲かせた。
虹の子
声 - 魚住りえ
性別 - 不明
レインボー王子の助手たち。色々な色の子がいる。一人が一つの色を担当している。

### その他の登場キャラクター
でかこ母さん
劇場版本編では、本作が初登場であるが、出番は、ワンシーンのみの登場である。
カバオくんのお父さん
ウサコのお母さん
以上、オープニングに登場。
メンドーくん
かんたんシスターズ
プラちゃん
マイちゃん
あめふりマシンを修理していた。

## 用語
虹の星（にじのほし）
虹の玉（にじのたま）
虹のピラミッド（にじのピラミッド）
砂漠のバラ（さばくのバラ）

### 乗り物
アンパンマン号
ドキンUFO
あめふりマシン

#### バイキンメカ
バイキンUFO
もぐりん
今作では非常に重要な役割を果たす。すなおとこを倒すためにジャムおじさんとばいきんまんが手を組んだことで、チーズが操縦し、砂に呑まれたアンパンマンとアメちゃんを捜し出した。その後、すなおとこの弱点である水を掘り当てるため、アメちゃんが操縦する。そして水をせき止めていた岩盤に体当たりして大破した。

## スタッフ
- 製作 - 加藤俊三
- 原作 - やなせたかし「にじのピラミッド」（フレーベル館刊）
- 企画 - 平井文宏
- プロデューサー - 山崎喜一朗、中谷敏夫、柳内一彦
- 脚本 - 米村正二
- 主題歌 - 三木たかし
- 音楽 - いずみたく、近藤浩章
- キャラクターデザイン・作画監督 - 前田実
- 美術 - 横山幸博
- 撮影 - 長谷川肇
- 音響監督 - 山田悦司[注釈 1]、山田智明
- 音楽監督 - 鈴木清司
- 音響効果 - 糸川幸良
- 編集 - 鶴渕允寿
- 助監督 - 大原実
- 監督 - 大賀俊二
- 原画 - 菖蒲隆彦、大道博政、大久保修、山本天志、伊東誠、星野絵美、徳田悦郎、南雲公明、高田晴仁、増田清美、中村明、八木元喜
- ストーリーボード - 篠原俊哉、日巻裕二、大原実
- 文芸担当 - 小野田博之
- 制作担当 - 溝上猛
- アニメーション制作 - キョクイチ東京ムービー
- 製作 - アンパンマン製作委員会（日本テレビ、松竹富士、キョクイチ、フレーベル館、バップ）

## 楽曲
オープニング『アンパンマンのマーチ』
エンディング『勇気りんりん』
作詞：やなせたかし、作曲：三木たかし、編曲：大谷和夫、歌：ドリーミング
テーマ曲『虹をつくる歌』
作詞：やなせたかし、作曲：チープ広石、歌：レインボー福澤とスタタン隊（福澤朗、魚住りえ、ドリーミング）
挿入歌
作詞：やなせたかし、作曲・編曲：近藤浩章
『勇気のルンダ』
歌：戸田恵子、コーラス：アンパンマンキッズ
『虹の星』
歌：ドリーミング

## それいけ!アンパンマン ぼくらはヒーロー
『それいけ!アンパンマン 虹のピラミッド』の同時上映作品で、『カレーパンマンとまほうのふで』と『しょくぱんまんとにせしょくぱんまん号』（しょくぱんまんとにせしょくぱんまんごう）の2本立てとなっている。

### 概要
楽曲『ぼくらはヒーロー』を元にしたオムニバス作品で、カレーパンマンがメインの作品としょくぱんまんがメインの作品の2本で構成される。
サブタイトルではアンパンマン、しょくぱんまん、カレーパンマンがばいきんまんを追うアニメーションが入り、4人ともクレヨンで描かれたデザインとなっている。

### あらすじ
カレーパンマンとまほうのふで
しょくぱんまんの絵を描いていたドキンちゃんをばいきんまんが邪魔してしまい、怒ったドキンちゃんはクレヨンを握り潰してしまう。ばいきんまんは、ばいきん仙人からドキンちゃんの頼みを口実に「魔法の筆」を借りて、大騒動を起こす。
しょくぱんまんとにせしょくぱんまん号
しょくぱんまんに思いを寄せているドキンちゃんは、しょくぱんまんが町のみんなから好かれていることに嫉妬する。そんな彼女に八つ当たりされたばいきんまんはしょくぱんまんに逆恨みし、彼の評判を落とそうと「バイキンしょくぱんまん号」を製作、本物とすり替えた。バイキンしょくぱんまん号は行く先々で問題を起こし、ついには暴走を始めるが…。

### 登場キャラクター（キャスト）

#### レギュラーキャラクター
アンパンマン
声 - 戸田恵子
両作品とも顔を汚されるやられ役になっている。『カレーパンマンとまほうのふで』ではお馴染みの「元気100倍！アンパンマン！」の場面ではマントを一旦カレーパンマンに貸したため、着くずれしている。『しょくぱんまんとにせしょくぱんまん号』では雲の中から攻撃しようとしたばいきんまんの声を聞いて彼の仕業だと気づく。
ばいきんまん
声 - 中尾隆聖
両作品ともしょくぱんまんに嫉妬していた。『カレーパンマンとまほうのふで』ではドキンちゃんの頼みを逆手にとってばいきん仙人から魔法の筆をもらってしょくぱんまんやカレーパンマンを追い詰めるも逆にやられてしまった挙句、仙人にイタズラしていたことがバレ筆を没収された。『しょくぱんまんとにせしょくぱんまん号』ではしょくぱんまん号を偽物とすり替えしょくぱんまんの評判を悪くしようとするも、ドキンちゃんに本物のしょくぱんまん号に乗せられ結局敗れる。
ジャムおじさん
声 - 増岡弘
『カレーパンマンとまほうのふで』の終盤ではカレーパンマンの中のカレーを補充するためにカレーを作り、残った分は町の皆に振る舞った。『しょくぱんまんとにせしょくぱんまん号』ではドキンちゃんがこっそり返した本物のしょくぱんまん号を見つけてしょくぱんまんが乗っていたのが偽物だと気づく。
バタコさん
声 - 佐久間レイ
めいけんチーズ
声 - 山寺宏一
本作ではメインタイトル画面の背景とEDの最後（後述）にも登場する。
しょくぱんまん
声 - 島本須美
2作両方に登場。どちらもばいきんまんに嫉妬され、ドキンちゃんに惚れられる内容となっている。『カレーパンマンとまほうのふで』では魔法の筆で悪さをするばいきんまんをカレーパンマンと一緒に懲らしめた。『しょくぱんまんとにせしょくぱんまん号』ではばいきんまんに偽物とすり替えられ暴走させられるも、ドキンちゃんが届けてくれた本物のしょくぱんまん号で勝利した。その後、しょくぱんまん号の中に花束が置いてあるのを見てドキンちゃんが届けてくれたことに気づくが、あえて言わなかった。
ドキンちゃん
声 - 鶴ひろみ
本作2本の騒動はいずれも彼女の「しょくぱんまんへの好意」が発端である。『カレーパンマンとまほうのふで』の騒動には全く関与しないが、『しょくぱんまんとにせしょくぱんまん号』では本物のしょくぱんまん号を発見し、パンこうじょうに届けるなど彼等を助けた。後者の話ではしょくぱんまんが子供達と仲良くしているのを見て、「しょくぱんまん様なんか…」と彼に不満を持つ様子が見られた。
カバオくん
声 - 山寺宏一
『カレーパンマンとまほうのふで』では、まっくろおばけの被害に遭い体の力が抜けるも、みみせんせいの前に倒れこんでしまい「僕は幸せ〜」と嬉しそうだった。
ピョン吉
声 - 原えりこ
『カレーパンマンとまほうのふで』では、まっくろおばけの被害に遭い、『しょくぱんまんとにせしょくぱんまん号』では、やぎ画伯がにせしょくぱんまん号により落としたペンキを被るなど2本共に散々な目に遭う。終盤ではアンパンマン達を応援していた。
ウサ子
声 - 中村ひろみ

#### 『カレーパンマンとまほうのふで』の登場キャラクター
カレーパンマン
声 - 柳沢三千代
ばいきんまんの「まほうのふで」の犠牲者となり、空から落とされてしまうが、木の上に当たった後、身のこなしでケガは無かった。筆にいる「まっくろおばけ」によりマントを汚され、代わりにアンパンマンのマントを使用するが上手く飛べずにいた。なお、本作以後8年間、同時上映作品には登場しない（ただしエンディングで台詞なしのモブキャラとしての出演はある）。
メロンパンナ
声 - かないみか
水の子やおそうじまん達に呼ばれ駆け付けた。アンパンマンの新しい顔を早く運ぶため、自分のマントの上にアンパンマンのマントを重ね、合わせて2枚を着用した。マントを重ねることで速く飛べるという設定が登場するのは、少なくとも劇場版では本作のみである。
ばいきん仙人
声 - 矢田稔
ばいきんまんの師匠。ドキンちゃんに甘い性格を逆手に取ったばいきんまんに魔法の筆（ばいきんまんは「勉強したい」という理由でごまかした）を預けるも、終盤で勉強もせずイタズラに使っていたことに激怒し、筆を没収した。
まっくろおばけ
性別 - 不明
ばいきん仙人の魔法の筆から現れ、やる気を無くさせる、墨のお化け。メロメロパンチに弱い。
みみせんせい
声 - 滝沢ロコ
まっくろおばけの被害に遭うも、アンパンマンたちの活躍で元に戻った。その後、メロンパンナから「前よりきれいになった」のを自分へのお世辞と勘違いしていた（実際は町のことを言っていた）。
水の子
声 - 中村ひろみ
ばいきんまんにやられたアンパンマンを目撃し、カレーパンマンのマントの汚れを落とした。
おそうじまん
声 - 北村弘一
タワシくん
声 - 冨永みーな
シャボンダマン
声 - 潘恵子
汚れたパン工場を綺麗にした。その後、カレーパンマンが振る舞ったカレーを食べた。
どんぶりまんトリオ
まっくろおばけの被害に遭わなかったものの、カレーパンマンのカレーを食べていた。
てんどんまん
カツドンマン
かまめしどん

#### 『しょくぱんまんとにせしょくぱんまん号』の登場キャラクター
レアチーズちゃん
声 - 冨永みーな
ネコ美
声 - 萩原えみこ
やぎ画伯
声 - 北村弘一
ペンキ塗りをしていた最中ににせしょくぱんまん号の被害に遭い、挙句にペンキをピョン吉に落としてしまう。
ひつじの花屋さん
声 - 潘恵子
にせしょくぱんまん号によって花を荒らされてしまう。
かびるんるん
べろべろまん
やみるんるん
にせしょくぱんまん号から発射される。全員でしょくぱんまんのマントを汚し、飛行を封じた。

### 乗り物と道具
アンパンマン号
ドキンUFO
しょくぱんまん号
しょくぱんまん専用のトラック。ばいきんまんに偽物とすり替えられるも、ドキンちゃんによって発見され、にせしょくぱんまん号を破壊した。
魔法の筆（まほうのふで）
『カレーパンマンとまほうのふで』に登場。ばいきん仙人が持っている大きな筆。振り方によって様々な大きさのまっくろおばけを作り出すことが出来る。ばいきんまんが「勉強したい」という理由で仙人から貸そうとするが、勉強もせずにイタズラに使っていたことがバレたことで仙人に没収された。

#### バイキンメカ
バイキンUFO
『カレーパンマンとまほうのふで』では魔法の筆を操って辺りを真っ黒にしアンパンマンもパワーダウンさせ、「バイキンキック」で撃退。その後、巨大まっくろおばけで攻撃しようとするも、メロンパンナのメロメロパンチでおばけが自分に当たった挙句、アンパンマン・しょくぱんまん・カレーパンマンのトリプルパンチで吹っ飛ばされてしまう。『しょくぱんまんとにせしょくぱんまん号』ではにせしょくぱんまん号の操縦桿として登場。バレないように雲でカムフラージュ（ばいきんまんは雲の中でも見えるように眼鏡をかけている）し、そこからにせしょくぱんまん号を操作していたが、アンパンマンを攻撃しようとした際に思わず声を出したことでバレてしまった。その後、にせしょくぱんまん号を本物のしょくぱんまん号に壊された挙句、アンパンマンのアンパンチで吹っ飛ばされてしまった。
バイキンしょくぱんまん号
『しょくぱんまんとにせしょくぱんまん号』に登場。しょくぱんまん号にそっくりなメカ。ばいきんまんがしょくぱんまんの評判を落とすために作った。本物との違いは、ばいきんまん型の角とヘッドライト、脚の形など。かびるんるん、べろべろまん、やみるんるん、泥の玉を打ち出す。
本物のしょくぱんまん号とすり替え、しょくぱんまんを乗せたまま遠隔操作で暴れさせたが、しょくぱんまんが運転席から「しょくパンチ」で脱出。
その後正体を現して後ろのワゴンから攻撃を始めたが、ドキンちゃんが持ってきた本物のしょくぱんまん号によってしょくぱんまんの操縦で飛び上がり、踏み潰された。

### スタッフ
- 製作総指揮・原作 - やなせたかし
- 脚本 - 岸間信明
- 監督 - 阿部司
- キャラクターデザイン - 山田みちしろ、前田実
- 作画監督 - 阿部司、伊東誠
- 原画 - 阿部司、伊東誠、星野絵美
- 美術監督 - 池上みどり
- 撮影監督 - 西山仁
- 編集 - 鶴渕和子
- 音楽 - いずみたく、近藤浩章
- 音響監督 - 山田智明
- 音楽監督 - 鈴木清司
- 音響効果 - 糸川幸良
- プロデューサー - 山﨑喜一朗、中谷敏夫、柳内一彦
- 製作 - アンパンマン製作委員会（日本テレビ、松竹富士、キョクイチ、フレーベル館、バップ）、やなせスタジオ

### 楽曲
エンディング『ぼくらはヒーロー』
作詞：やなせたかし、作曲・編曲：近藤浩章、歌：戸田恵子・島本須美・柳沢三千代
静止画によるダイジェスト映像から、アウトロ部分でチーズがお辞儀をしてパン工場に帰るアニメーションに切り替わる。
挿入歌『とべ! カレーパンマン』
作詞：やなせたかし、作曲：いずみたく、編曲：近藤浩章、歌：ドリーミング